# Ellbach (Wipper)
Der Ellbach ist ein ca. 600 m langer linker Nebenfluss der Wupper, die hier im Oberlauf Wipper genannt wird. Der Bach entspringt auf 373 m Höhe an der Westflanke des Ellbergs nördlich des Marienheider Ortsteils Reppinghausen. Er fließt im Tal zwischen dem Ellberg und dem Kahlenberg in nördlicher Richtung, unterquert die Bahnstrecke Hagen–Dieringhausen und nimmt von rechts einen namenlosen Zulauf auf.
Bei Singern mündet der Ellbach auf 333 m Höhe in der Wupper.